# 勋重砖牌楼
勋重砖牌楼，位于山西省运城市稷山县太阳乡勋重村村东。
勋重砖牌楼为节孝坊，建于清道光四年（1824年）仲春，旌表赵廷栋之妻王氏年十九守寡四十一年，侍奉婆母，抚养幼子。砖雕仿木结构，坐西向东，四柱三楼歇山顶，高10米，宽6.95米。牌坊上部有“勅建”、“节孝坊”石雕匾额，正面横书“旌表已故处士赵廷栋之妻王氏节孝坊”。砖雕仿木斗拱极为华丽，浮雕龙凤、麒麟栩栩如生。
1981年12月，勋重村砖牌坊公布为稷山县文物保护单位。2004年11月15日公布为运城市文物保护单位。